# میشه‌کوی (آردانوچ)
میشه‌کوی (به ترکی استانبولی: Meşeköy) یک منطقهٔ مسکونی در ترکیه است که در آردانوچ واقع شده‌است. میشه‌کوی ۳۱ نفر جمعیت دارد.